# Max Volkert Martens

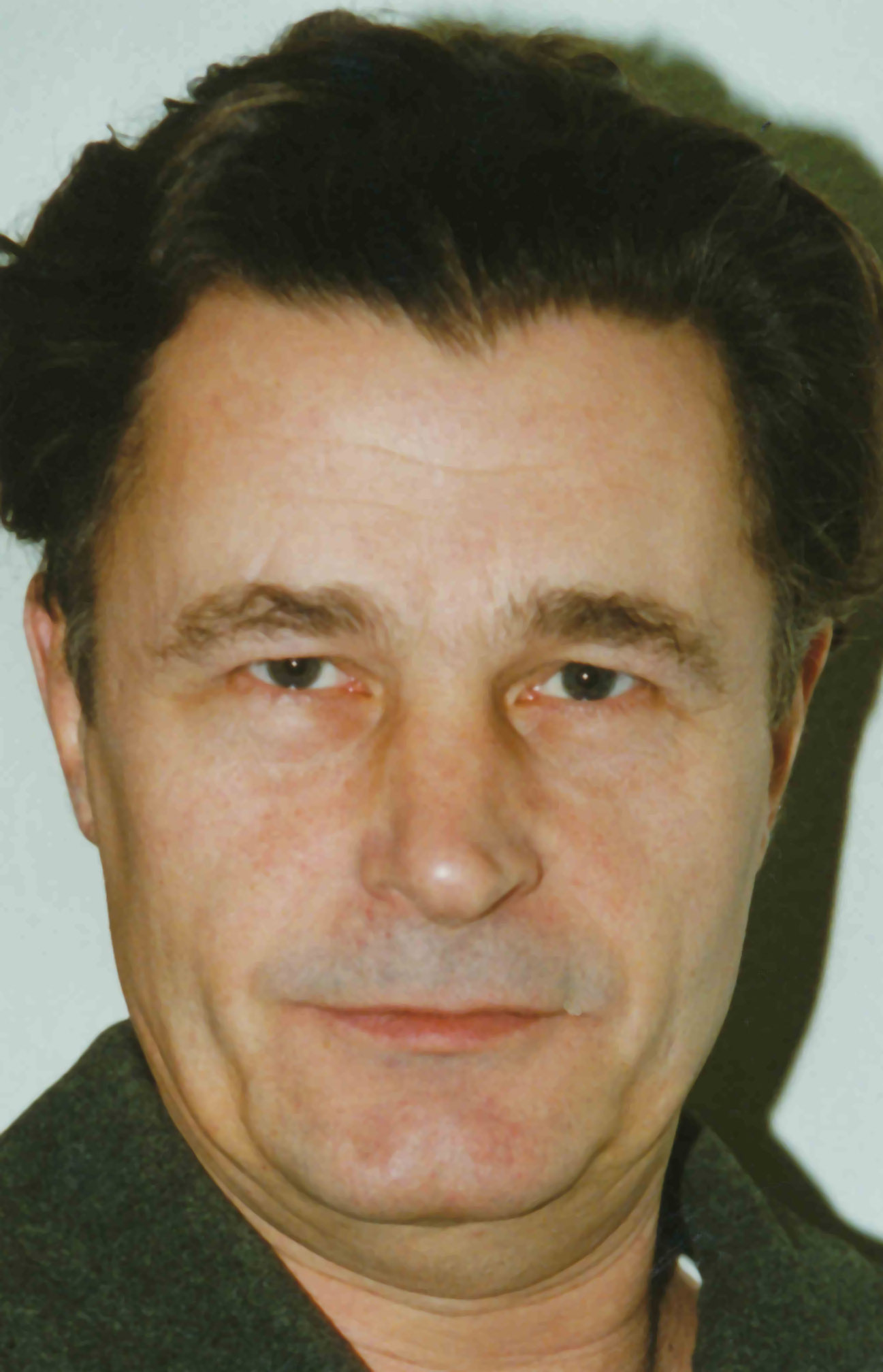
Max Volkert Martens (2010)

Max Volkert Martens (* 1948 in Itzehoe) ist ein deutscher Schauspieler.

## Leben
Max Volkert Martens absolvierte nach dem Abitur eine Schauspielausbildung an der Staatlichen Hochschule für darstellende Kunst in Stuttgart. Sein erstes Engagement nach Abschluss seiner Ausbildung erhielt er am Stadttheater Heidelberg, wo er unter der Regie von Hans Neuenfels in Dantons Tod von Georg Büchner auftrat. Es folgten weitere Engagements am Staatstheater Stuttgart und am Düsseldorfer Schauspielhaus. Seit 1982 arbeitet Max Volkert Martens freiberuflich unter anderem für die Freie Volksbühne und das Schiller-Theater in Berlin sowie am Residenztheater München.
Martens spielte zu Beginn seiner Theaterlaufbahn das klassische Theaterrepertoire des jugendlichen Liebhabers. In den letzten Jahren wandte sich Martens verstärkt auch dem Boulevardtheater zu. So spielte er 2003 am Fritz-Remond-Theater in Frankfurt am Main, 2005 an der Komödie am Kurfürstendamm in Berlin und 2007 am Stadttheater Bern.
Ab Anfang der 1980er Jahre begann dann auch seine Karriere im deutschen Fernsehen. Martens übernahm hierbei mehrere durchgehende Serienrollen, wiederkehrende Episodenrollen und auch Gastrollen. Durchgehende Serienrollen hatte Martens unter anderem in den SAT1-Fernsehserien Ein Bayer auf Rügen und Der Pfundskerl, in der ZDF-Serie Lisa Falk – Eine Frau für alle Fälle und in der ARD-Fernsehserie Die Schule am See.
In zwei Folgen der Fernsehreihe Tatort ermittelte Martens an der Seite von Günter Lamprecht als Berliner Kommissar Gerber. In weiteren Produktionen der Reihe spielte er in Episodenhauptrollen mit.
Martens wurde im deutschen Fernsehen anfangs häufig in der Rolle des attraktiven Schönlings und Gigolos eingesetzt. Später übernahm er die Bösewichter in Krimiserien und entwickelte sich zum sensiblen und differenzierten Charakterdarsteller. Besonders oft wird er in der Rolle des Künstlers eingesetzt.
Martens wirkte auch in einigen Kinoproduktionen mit, unter anderem 1989 in der US-Produktion Judgement in Berlin (deutsch: Ein Richter für Berlin) unter der Regie von Leo Penn und zuletzt 2008 in Der Baader Meinhof Komplex von Uli Edel und Bernd Eichinger.
Neben seiner Schauspieltätigkeit ist Max Volkert Martens umfangreich für den Rundfunk als Sprecher in zahlreichen Hörspielen tätig. Er nahm mehrere Hörbücher auf, unter anderem mit Werken von Thomas Mann, Joseph Roth, Arno Surminski, Philip Roth, Nagib Mahfus, Maarten ’t Hart, Uwe Johnson und Erich Fromm. Er arbeitet auch als Rezitator und gibt zahlreiche Lesungen. Er war über Jahre Off-Sprecher der Arte-Dokureihe 360° – Die GEO-Reportage.
Martens war bis zu ihrem Tode 1999 mit der Regisseurin Marianne Lüdcke verheiratet.

## Filmografie (Auswahl)
- 1975: Die Stadt im Tal
- 1976: Der Tunnel
- 1977: In freier Landschaft (Fernseh-Zweiteiler)
- 1981: Tatort: Duisburg-Ruhrort
- 1982: Die Aufgabe des Dr. med. Graefe
- 1984: Eine Klasse für sich
- 1984: Das Rätsel der Sandbank
- 1985: Hart an der Grenze
- 1985: Dagmar
- 1986: Pattbergs Erbe
- 1987: Großstadtrevier
- 1988: Der schöne Mann
- 1988: Der Fahnder
- 1988: Ein Richter für Berlin
- 1988: Die letzte Fahrt der San Diego
- 1988: Liebling Kreuzberg
- 1991: Tatort: Tödliche Vergangenheit
- 1991: Tatort: Tini
- 1992: Peter Strohm
- 1992: Happy Holiday (Fernsehserie, 1 Folge)
- 1992–1996: Ein Bayer auf Rügen
- 1994: Wolffs Revier
- 1994: Auf eigene Gefahr
- 1994: Die Kommissarin
- 1995: Das ist Dein Ende
- 1995: Das Schwein – Eine deutsche Karriere
- 1995: Tatort: Die schwarzen Bilder
- 1996–1997: Die Schule am See
- 1997–1998: Lisa Falk – Eine Frau für alle Fälle
- 1997: Polizeiruf 110: Im Netz der Spinne
- 1997: Ein Mord für Quandt
- 1997: Der Bulle von Tölz: Tod auf Tournee
- 2000–2001: Dr. Stefan Frank – Der Arzt, dem die Frauen vertrauen
- 2000–2004: Der Pfundskerl
- 2000: Der Kapitän
- 2002: Tatort: Rückspiel
- 2002: Herzschlag – Das Ärzteteam Nord
- 2003: Unser Charly
- 2004: Sabine!
- 2006: Agathe kann’s nicht lassen: Mord mit Handicap
- 2008: Der Baader Meinhof Komplex
- 2008: Unschuldig
- 2009; 2011: Alarm für Cobra 11 – Die Autobahnpolizei
- 2010: Küstenwache
- 2011: Mord in bester Gesellschaft – Das Ende vom Lied (Folge 8)
- 2012: Mord mit Aussicht
- 2014: A Most Wanted Man
- 2015: Homeland (Fernsehserie, 3 Episoden)
- 2015: Herzensbrecher – Vater von vier Söhnen (Fernsehserie, Folge Mit Dank zurück)
- 2016: Inga Lindström: Gretas Hochzeit (Fernsehreihe)
- 2024: Kommissar Dupin – Bretonischer Ruhm (Fernsehreihe)
- 2024: In aller Freundschaft – Die jungen Ärzte (Fernsehserie, Folge Auf dem Kopf)
- 2024: Neuer Wind im Alten Land: Gestrandet (Fernsehreihe)

## Hörspiele (Auswahl)
- 1982: Claude Cueni: Das andere Land – Regie: Hans Dieter Köhler
- 1991: Edgar Hilsenrath: Das Märchen vom letzten Gedanken (Ein deutscher Major) – Regie: Peter Groeger (Hörspiel – SFB/HR)
- 1992: Friedrich Gorenstein: Streit um Dostojewski – Regie: Walter Niklaus (Hörspiel – SFB/DS Kultur)
- 1999: Dagmar Scharsich: Salve! (Clemens von Hitzleben) – Regie: Barbara Plensat (Kriminalhörspiel – NDR)
- 2011: Benno Hurt: Böse Onkel – Annette Kurth (Originalhörspiel) – WDR
- 2013: David Zane Mairowitz: Rückschau. Hörtanz (Originalhörspiel) – Regie: Annette Kurth – SWR
- 2014: Tom Peuckert: Klassiker Europas – Regie: Oliver Sturm (Literarische Séance – RBB)
- 2015: Petros Markaris: Sokrates lässt grüßen – Regie: Christoph Dietrich (Kriminalhörspiel – DKultur)